# Ricardo Estarriol
Ricardo Estarriol Saseras (ur. 27 lutego 1937 w Gironie, zm. 15 maja 2021 w Wiedniu) – hiszpański dziennikarz, specjalizował się w reportażach o Europie wschodniej.

## Edukacja
W 1958 ukończył dziennikarstwo w Madrycie, a następnie przeniósł się do Wiednia, aby pracować tam jako korespondent prasowy. W 1960 skończył także studia prawnicze w Valladolid. Przez pewien okres wykładał na uczelniach wyższych, m.in. w Santanderze, i w IESE Business School w Barcelonie.

## Praca dziennikarska
W Wiedniu pracował najpierw jako korespondent agencji Europa-Press z Madrytu. W latach 1964–2002 był korespondentem dziennika La Vanguardia (Barcelona). Był pierwszym hiszpańskim dziennikarzem, który regularnie informował o sytuacji w krajach bloku komunistycznego, a także w Jugosławii, Albanii i Chinach. Odbył ponad 500 podróży zawodowych na tym terenie. Mieszkał naprzemiennie w Wiedniu, Moskwie i Warszawie.

## Działalność społeczna
Ricardo Estarriol jako student został numerariuszem Opus Dei. W Austrii czynnie uczestniczył w początkach ośrodka Birkbrunn i Klubu Delphin. 
W latach komunizmu organizował wspólne spotkania studentów z Polski i Austrii. Organizował także prace wakacyjne dla studentów z Hiszpanii w krajach Europy Środkowo-Wschodniej, przede wszystkim w Polsce. 
Dzięki niemu ukazały się w Polsce po raz pierwszy książki Założyciela Opus Dei. Pierwsze wydanie Drogi w nakładzie 20 tys. egz. rozeszło się w dwa tygodnie. 

## Odznaczenia
- Srebrna Odznaka Honorowa za Zasługi dla Republiki Austrii (1986)[2].

## Publikacje
Monografie: 
- „Sombra en el horizonte del comunismo internacional” (Nuestro tiempo, Pampeluna, październik 1962),
- „Quince años de política religiosa en Checoslovaquia” (Ius Canonicum, Pampeluna, 1964) y „The Soviet approach to the Polish crisis” (Russian Research Center of the Harvard University, Cambridge, diciembre de 1982) y „Europa Comunista 1945–1990” (en Historia contemporánea, Editorial Actas, Madrid, 1990), „ ¿Quien es Slobodan Milosevic? (En Nueva Revista, Madrid, junio 1999, www.nuevarevista.net), “L’Allargamento a Est dell’Unione europea” (en Est-Ovest, Nr. 6 Trieste 2002, págs. 49-89).

Przetłumaczył kilka książek z niemieckiego na hiszpański, m.in. „Epochen und Werke” Hansa Sedlmayra i „Graciáns Lebenslehre” Wernera Kraussa.